# Afrogortyna altimontana
Afrogortyna altimontana är en fjärilsart som beskrevs av Krüger 1966. Afrogortyna altimontana ingår i släktet Afrogortyna och familjen nattflyn. Inga underarter finns listade i Catalogue of Life.